# Млетачко-турски рат (1537—1540)
Трећи млетачко-турски рат вођен је у периоду од 1537. до 1540. године између Османског царства са једне и Млетачке републике са друге стране. Део је Млетачко-турских ратова, а завршен је победом Османлија.

## Рат
Повод за рат био је потписивање уговора између Млетачке републике и Хабзбуршке монархије Карла V са којим је Османско царство било у сукобу. Сулејман Величанствени је, огорчен тиме, објавио Венецији рат. Августа 1537. године Турци опседају Крф који је освојен следећег месеца. Следеће године Млечани су поново поражени у бици код Превезе, а 1538. године Турци опседају и освајају Херцег Нови уз велике губитке. У ноћи 28. децебра 1538. године умире млетачки дужд Андреа Гити. Нови дужд Петар Ландо послао је у Цариград делегацију која је имала за циљ да издејствује мир. Он је потписан 2. октобра 1540. године. Одредбама мировног споразума Млечани су имали платити турском султану 300.000 дуката као репарацију. Млетачки бродови су изгубили право пловидбе турским водама и право задржавања у турским лукама.